# وستکورت، کوئینزلند
وستکورت (به انگلیسی: Westcourt) یک منطقهٔ مسکونی در استرالیا است که در کوئینزلند واقع شده‌است.